# Grand Hotel Excelsior
Grand Hotel Excelsior è un film commedia del 1982 diretto da Castellano e Pipolo, interpretato da Adriano Celentano, Enrico Montesano, Carlo Verdone, Diego Abatantuono ed Eleonora Giorgi.

## Trama
All'interno del Grand Hotel Excelsior si sviluppano le storie di alcuni personaggi.
L'eclettico e burbero direttore dell'hotel, Taddeus, pronipote del grande Zaccarias, che lui venera come un santo, si trova coinvolto nelle vicende amorose della signorina Ilde Vivaldi, cliente affezionata dell'hotel che, per amore, prova in tutti i modi a togliersi la vita. Taddeus crede che il responsabile di quest'amore sia un incallito playboy cliente dell'hotel e lo affronta. Quando anche lui capisce di essere innamorato della ragazza, inscena un finto suicidio e scopre che l'uomo di cui lei si è innamorata è proprio lui. Non solo, Ilde è anche la proprietaria della banca con cui l'hotel è indebitato e che non gli rinnova più il credito; non per questo potrà scritturare la Filarmonica di Boston per la fine della stagione.
Egisto Costanzi, vedovo, fa il cameriere nell'hotel, ma vergognandosi della sua condizione fa credere alla figlia Adelina, la quale studia in un collegio a Ginevra in Svizzera, di essere un ricco uomo d'affari che in quel momento alloggia nell'hotel. Quando però la figlia arriva a sorpresa all'hotel per festeggiare il compleanno del padre, Egisto deve allestire una vera e propria messinscena per non far scoprire la verità ad Adelina. Il tutto sembra riuscire alla perfezione anche grazie a Taddeus, il quale non smaschera Egisto quando l'ingegner Binotti (vero affittuario della stanza d'hotel in cui Egisto fa credere alla figlia di alloggiare) torna a sorpresa all'hotel. Adelina, quando riparte per la Svizzera, salutandolo dal treno gli dice espressamente "anche se tu fossi un cameriere, mi piaceresti lo stesso!".
All'hotel arriva il pugile burino Pericle Coccia, insieme al suo manager Bertolazzi, per prepararsi all'incontro della vita contro il campione italiano Bruno Bertoni detto "Bulldozer". Pericle ai duri allenamenti a cui lo sottopone Bertolazzi preferisce il cibo e le donne, innamorandosi di Maria, cameriera dell'hotel. Dopo aver trascorso la notte prima dell'incontro con lei, perderà miseramente. La carriera di pugile è finita e il manager lo abbandona sul ring. La delusione dura poco: Pericle sposa Maria e viene assunto come facchino nell'hotel.
Tra i clienti dell'hotel c'è pure il grande "Mago di Segrate", mago "casereccio", comunque dotato di grandi poteri paranormali. Riesce, infatti, a prevedere che l'Ingegnere Binotti dovrà urgentemente recarsi a Sydney prima che questi riceva la telefonata. Riesce, prima dell'incontro, a predire al pugile Pericle Coccia la sua sconfitta sul ring leggendogli il guantone. Infine, il Mago di Segrate, non avvedendosi che Taddeus gli ha in realtà dato da leggere la mano della statua del nonno Zaccarias, indovina che si tratta di una persona di età indefinibile, tanto che, pensando sia la mano del direttore Taddeus, lo definisce "il nonno di sé stesso". Alla fine, riuscirà nell'intento per il quale si è recato al Grand Hotel Excelsior, producendosi in una vera levitazione, sollevandosi dal balcone della sua stanza davanti al pubblico e ai media. La festa e lo stupore, però, saranno brevi poiché l'assistente del mago, Ginevra, all'atto di complimentarsi per l'impresa, gli assesta una pacca sulla spalla che lo sbilancerà facendolo cadere dal balcone e finire all'ospedale.
Il film si chiude con i quattro protagonisti principali che interpretano i componenti di una singolare Filarmonica di Boston in un surreale concerto.

## Produzione
Il film nacque su idea di Vittorio Cecchi Gori, che convinse il padre Mario a uscire a Natale del 1982 con un film corale con 4 grandi attori (Celentano, Montesano, Verdone ed Abatantuono) che avevano in quel momento sotto contratto. 
Il primo giorno di riprese fu il 24 maggio 1982 all'Hotel Regina Palace di Stresa.
La vicenda del personaggio di Montesano è ispirata al film Totòtruffa 62, film scritto proprio da Castellano e Pipolo, in cui Totò ha anch'egli una figlia in collegio a cui nasconde la sua vera attività. La scena in cui il pugile Pericle Coccia (Carlo Verdone) è obbligato dal suo manager Bertolazzi a percorrere di corsa l'intero perimetro dell'hotel prende spunto da un fatto reale capitato a Verdone con Sergio Leone: durante le riprese di Un sacco bello, per girare una scena al telefono, Leone (produttore del film) aveva detto a Verdone di farsi due giri dell'isolato per avere un'aria più sconvolta; ma l'attore, che voleva risparmiarsi la fatica, aspettò vicino alle scale del portone. Appena iniziato il ciak, Leone gli diede un ceffone perché, affacciato alla finestra, non lo aveva visto passare. 
Nella scena dell'incontro di pugilato Pericle Coccia (Verdone) combatte contro Bruno Bertone, interpretato da un vero pugile professionista, Domenico Adinolfi, campione europeo di boxe dei mediomassimi dal 1974 al 1976 e campione italiano dei massimi rimasto imbattuto; ritiratosi definitivamente dall'attività agonistica il 18 novembre 1982, pochi mesi dopo la fine delle riprese del film.
Le riprese esterne sono state girate a Stresa, presso l'Hotel Regina Palace. Le riprese interne dell'hotel invece appartengono al Westin Excelsior di Roma. La Stazione di Stresa nella quale il cameriere Egisto accompagna la figlia che deve ritornare in Collegio in Svizzera è diversa da quella che appare nel film.
La traccia musicale della scena in cui Taddeus taglia l'erba ballando, è un adattamento del brano Just an Illusion del gruppo Imagination, un singolo che fu tra i maggiori successi del 1982, in Italia e all'estero.
Nel film viene ricordata da Diego Abatantuono la canzone "Stella d'argento" di Gino Santercole mentre spiega ai giornalisti il perché delle sue medaglie.
Nel film appare il logo della neo nata emittente televisiva Retequattro.

## Backstage
- Il film fu girato nel periodo del Campionato mondiale di calcio 1982, con la troupe che recitava in base agli orari delle partite della nazionale italiana.
- Racconta Pipolo che Carlo Verdone era solito portarsi dietro una strana valigia dal contenuto misterioso, che si scoprì contenere medicinali vari quando finalmente l'aprì per dare un'aspirina ad Adriano Celentano afflitto dal mal di testa.

## Incassi
Il film incassò 15 miliardi risultando così il 4º campione d'incassi nella stagione cinematografica italiana 1982-83.